# Clistopyga jakobii
Clistopyga jakobii là một loài tò vò trong họ Ichneumonidae.